# Malleostemon peltiger
Malleostemon peltiger là một loài thực vật có hoa trong Họ Đào kim nương. Loài này được (S.Moore) J.W.Green mô tả khoa học đầu tiên năm 1983.